# Elgin (Carolina del Sud)
|  | Per a altres significats, vegeu «Elgin (comtat de Lancaster)». |

Elgin és un town al comtat de Kershaw (Carolina del Sud, EUA). Segons el cens del 2000 tenia 806 habitants.

## Demografia
Segons el cens del 2000, Elgin tenia 806 habitants, 288 habitatges i 232 famílies. La densitat de població era de 320,8 habitants/km².
Dels 288 habitatges en un 41,3% hi vivien nens de menys de 18 anys, en un 69,1% hi vivien parelles casades, en un 8,7% dones solteres, i en un 19,4% no eren unitats familiars. En el 17% dels habitatges hi vivien persones soles el 6,6% de les quals corresponia a persones de 65 anys o més que vivien soles. El nombre mitjà de persones vivint en cada habitatge era de 2,8 i el nombre mitjà de persones que vivien en cada família era de 3,14.
Per edats la població es repartia de la següent manera: un 28,3% tenia menys de 18 anys, un 6,3% entre 18 i 24, un 32,6% entre 25 i 44, un 23,7% de 45 a 60 i un 9,1% 65 anys o més.
L'edat mediana era de 35 anys. Per cada 100 dones de 18 o més anys hi havia 92 homes.
La renda mediana per habitatge era de 49.063 $ i la renda mediana per família de 51.667 $. Els homes tenien una renda mediana de 37.417 $ mentre que les dones 25.288 $. La renda per capita de la població era de 17.592 $. Entorn del 9,4% de les famílies i l'11,6% de la població estaven per davall del llindar de pobresa.

## Poblacions properes
El següent diagrama mostra les poblacions més properes.